# Sous le soleil exactement
Sous le soleil exactement est une chanson française écrite et composée par Serge Gainsbourg pour le téléfilm musical Anna en 1967. Elle est interprétée par Anna Karina, actrice vedette du film.

## Historique
Le clip a été tourné à Deauville.

## Reprises et adaptations
- Serge Gainsbourg et Jane Birkin, sur l'album Jane Birkin - Serge Gainsbourg, 1969
- Serge Gainsbourg sur la compilation Le Disque d'or, 1972[2]
- Shane MacGowan, sur l'album From Gainsbourg to Lulu, 2011
- Clara Luciani
- Isabelle Adjani
- Mick Harvey, en anglais sous le titre The Sun Directly Overhead.